# 新发展格局
新发展格局，是中共中央总书记习近平于2020年5月14日主持中共中央政治局常务委员会时提出的一个经济政策，表述为“构建以国内大循环为主体、国内国际双循环相互促进的新发展格局”。
最初其官方說法是指內循環，以扩大内需，注重中國國內市場，提升自身創新能力，不依赖中國以外市场，同時保持一定對外開放。疫情後雖國際格局轉變，但在實踐中政府做了補充，開始強調兩者平等與缺一不可，稱要注意防范一些認識誤區：一是隻講前半句，片面強調“以國內大循環為主”，主張在對外開放上進行大幅度收縮；二是隻講后半句，片面強調“國內國際雙循環”，不顧國際格局和形勢變化，固守“兩頭在外、大進大出”的舊思路。

## 歷史
早在歐巴馬時代，因應美國的產業空心化，就已經提出「再工業化」等政策，2017年起川普宣布加強補貼製造回流，發動的中美貿易戰更使得美國企業購買中國產品時受到限制，「中國製造」占美國進口比例下滑，這時美商主要因為人力成本的上升，才將部分勞力密集型的產業，轉移到越南菲國等鄰近的國家而非整體回歸。2019冠狀病毒病疫情爆發以來，全球經濟下滑需求疲軟，疫情的封鎖與物資短缺，促使自主政策戰略為考量，引發真正的製造業回歸潮，加上美國對華為、中興等中國企業的貿易禁令一步步升級，習近平當局不得不將目光瞄準本國國內。
2020年5月14日，中共中央政治局常务委员会会议提出，要构建「国内国际双循环相互促进的新发展格局」。2020年5月23日，中共中央总书记习近平在参加第十三届全国政协三次会议经济界委员联组会時表示要「逐步形成以国内大循环为主体、国内国际双循环相互促进的新发展格局」。而在當年召開的中共十九届五中全会再次提及要「暢通國內大循環，促進國內國際雙循環」。同年11月4日，习近平在第三届中国国际进口博览会开幕式上以视频方式发表的主旨演讲中聲稱，以国内大循环为主体、国内国际双循环相互促进的新发展格局“不是封闭的国内循环，而是更加开放的国内国际双循环，不仅是中国自身发展需要，而且将更好造福各国人民”。中央财经委员会办公室常务副主任韩文秀解读说，“提出构建以国内大循环为主体、国内国际双循环相促进的新发展格局，是我们党对经济发展客观规律的正确把握和实践运用。这是主动作为，不是被动应对，是长期战略，不是权宜之计。”